# Semidalis bicornis
Semidalis bicornis is een insect uit de familie van de dwerggaasvliegen (Coniopterygidae), die tot de orde netvleugeligen (Neuroptera) behoort. 
De wetenschappelijke naam Semidalis bicornis is voor het eerst geldig gepubliceerd door Z.-q. Liu & C.-k. Yang in 1993.